# Libro diario (contabilidad)
El libro diario o libro de cuentas es un libro contable donde se registran, día a día, los hechos económicos de una empresa. La anotación de un hecho económico en el libro diario se llama asiento o partida; es decir, en él se registran todas las transacciones realizadas por una empresa.
Los asientos o partidas son anotaciones registradas por el sistema de partida doble y contienen entradas de débito en una o más cuentas y de crédito en otras cuentas de tal manera que la suma de los débitos sea igual a la suma de los créditos. Se garantiza así que se mantenga la ecuación de contabilidad. Así mismo pueden existir documentos contables que agrupen varios asientos y estos a su vez sean asignados a diferentes cuentas contables.
Dependiendo del SIC (sistema de información contable), algunos asientos son automáticos y pueden utilizarse en conjunción con los asientos manuales para el mantenimiento de registros. En tal caso, el uso de asientos manuales puede limitarse a actividades no rutinarias y otros ajustes. De igual forma, los que lo leen son en la mayoría de los sistemas los registros o asientos manuales son aquellos creados por un usuario (modificar monto en una nota de crédito) y los automáticos son los generados propiamente por el sistema (cálculo automático de valor de impuesto).